# Ерик Найт
Ерик Найт е британски писател и журналист. Роден е в Йоркшър, Англия. На 15 г. емигрира в Америка. Участва и в двете световни войни. Автор е на няколко книги, от които най-известна е „Ласи“, публикувана през 1940 г. в САЩ.